# Hans Liljedahl
Hans Gustaf Liljedahl (* 7. April 1913 in Stockholm; † 9. November 1991 ebenda) war ein schwedischer Sportschütze.

## Erfolge
Hans Liljedahl wurde 1947 in Stockholm im Trap sowohl in der Einzel- als auch in der Mannschaftskonkurrenz Weltmeister. Zwei Jahre darauf sicherte er sich in Buenos Aires mit der Mannschaft zunächst die Silbermedaille, ehe ihm mit ihr 1952 in Oslo nochmals der Titelgewinn gelang. Parallel gewann er bei Wettbewerben auf die Laufenden Hirsch drei Silbermedaillen. Er nahm sowohl an den Olympischen Spielen 1952 in Helsinki als auch den Olympischen Spielen 1956 in Melbourne teil. 1952 erzielte er 190 Punkte und gewann damit hinter George Genereux, der 192 Treffer erzielt hatte, und Knut Holmqvist, der auf 191 Punkte kam, die Bronzemedaille. 1956 belegte er mit 177 Punkten den achten Platz.